# 中丸沢

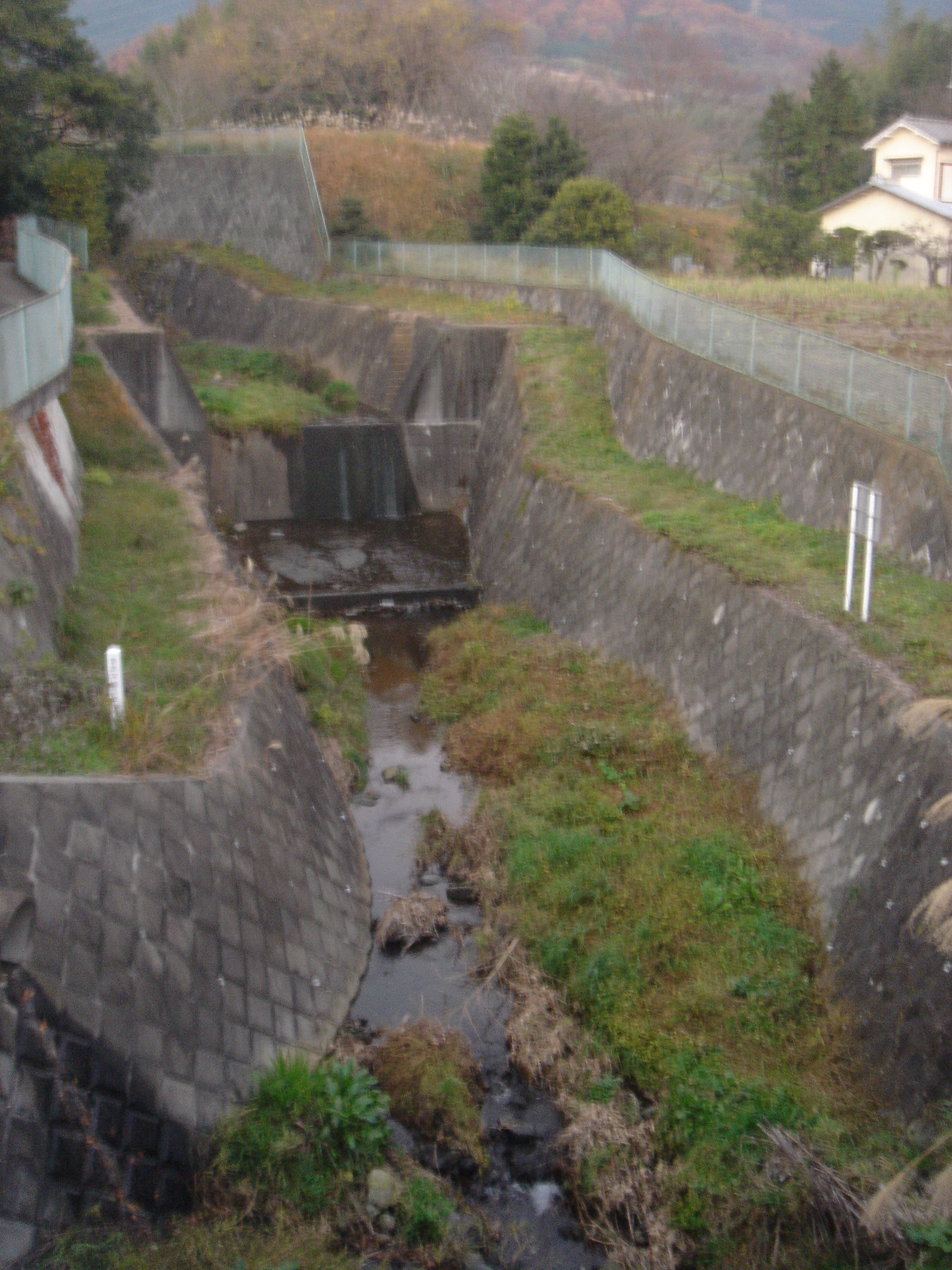
中丸橋より撮影

中丸沢（なかまるざわ）は、神奈川県秦野市を流れる金目川水系の沢の一つである。

## 地理
神奈川県秦野市蓑毛／小蓑毛小字横畑ヶ（標高290m）に源を発する。水源付近には寺山砂防堰堤が設けられている。他の沢を合わせながら久保橋（神奈川県道701号大山秦野線）、駿河橋、中丸橋（神奈川県道70号秦野清川線）を経て、秦野市寺山地先で金目川に合流する。